# Tour de France 2013
100. edycja Tour de France odbyła się w dniach od 29 czerwca do 21 lipca 2013. Po raz pierwszy w historii trasa największego kolarskiego wyścigu rozpoczęła się na Korsyce. Wyspa ta stanowi jedyny departament Francji metropolitarnej, przez który jeszcze nigdy wcześniej nie przebiegała trasa tego wyścigu.

## Uczestnicy
W wyścigu wystartowało trzech Polaków. Maciej Bodnar w barwach Cannondale, Przemysław Niemiec w drużynie Lampre-Merida oraz Michał Kwiatkowski w Omega Pharma-Quick Step.
| Numery  | Kod | Drużyna            |
| ------- | --- | ------------------ |
| 1-9     | SKY | Sky Procycling     |
| 11-19   | CAN | Cannondale         |
| 21-29   | LTB | Lotto-Belisol      |
| 31-39   | BMC | BMC Racing Team    |
| 41-49   | RTL | RadioShack-Leopard |
| 51-59   | EUC | Team Europcar      |
| 61-69   | AST | Pro Team Astana    |
| 71-79   | FDJ | FDJ                |
| 81-89   | A2R | Ag2r-La Mondiale   |
| 91-99   | TST | Team Saxo-Tinkoff  |
| 100-109 | KAT | Team Katusha       |

| Numery  | Kod | Drużyna                 |
| ------- | --- | ----------------------- |
| 111-119 | EUS | Euskaltel-Euskadi       |
| 121-129 | MOV | Movistar Team           |
| 131-139 | COF | Cofidis                 |
| 141-149 | LAM | Lampre-Merida           |
| 151-159 | OPQ | Omega Pharma-Quick Step |
| 161-169 | BEL | Belkin                  |
| 171-179 | GRS | Garmin-Sharp            |
| 181-189 | OGE | Orica-GreenEdge         |
| 191-199 | ARG | Argos-Shimano           |
| 201-209 | VCD | Vacansoleil-DCM         |
| 211-219 | SOJ | Sojasun                 |

## Etapy
| Etap | Data       | Start – Meta                         | km            | Typ           | Zwycięzca etapu   | Lider         |               |
| ---- | ---------- | ------------------------------------ | ------------- | ------------- | ----------------- | ------------- | ------------- |
| 1.   | 29 czerwca | Porto-Vecchio – Bastia               | 213           | Płaski        | Marcel Kittel     | Marcel Kittel |               |
| 2.   | 30 czerwca | Bastia – Ajaccio                     | 156           | Pagórkowaty   | Jan Bakelants     | Jan Bakelants |               |
| 3.   | 1 lipca    | Ajaccio – Calvi                      | 145.5         | Pagórkowaty   | Simon Gerrans     | Jan Bakelants |               |
| 4.   | 2 lipca    | Nicea                                | 25            | TTT           | Orica-GreenEdge   | Simon Gerrans |               |
| 5.   | 3 lipca    | Cagnes-sur-Mer – Marsylia            | 228.5         | Płaski        | Mark Cavendish    | Simon Gerrans |               |
| 6.   | 4 lipca    | Aix-en-Provence – Montpellier        | 176.5         | Płaski        | André Greipel     | Daryl Impey   |               |
| 7.   | 5 lipca    | Montpellier – Albi                   | 205.5         | Płaski        | Peter Sagan       | Daryl Impey   |               |
| 8.   | 6 lipca    | Castres – Ax 3 Domaines              | 195           | Górski        | Chris Froome      | Chris Froome  |               |
| 9.   | 7 lipca    | Saint-Girons – Bagnères-de-Bigorre   | 168.5         | Górski        | Daniel Martin     | Chris Froome  |               |
|      | 8 lipca    | Dzień przerwy                        | Dzień przerwy | Dzień przerwy | Dzień przerwy     | Dzień przerwy | Dzień przerwy |
| 10.  | 9 lipca    | Saint-Gildas-des-Bois – Saint-Malo   | 197           | Płaski        | Marcel Kittel     | Chris Froome  |               |
| 11.  | 10 lipca   | Avranches – Mont-Saint-Michel        | 33            | ITT           | Tony Martin       | Chris Froome  |               |
| 12.  | 11 lipca   | Fougères – Tours                     | 218           | Płaski        | Marcel Kittel     | Chris Froome  |               |
| 13.  | 12 lipca   | Tours – Saint-Amand-Montrond         | 173           | Płaski        | Mark Cavendish    | Chris Froome  |               |
| 14.  | 13 lipca   | Saint-Pourçain-sur-Sioule – Lyon     | 191           | Płaski        | Matteo Trentin    | Chris Froome  |               |
| 15.  | 14 lipca   | Givors – Mont Ventoux                | 242.5         | Górski        | Chris Froome      | Chris Froome  |               |
|      | 15 lipca   | Dzień przerwy                        | Dzień przerwy | Dzień przerwy | Dzień przerwy     | Dzień przerwy | Dzień przerwy |
| 16.  | 16 lipca   | Vaison-la-Romaine – Gap              | 168           | Pagórkowaty   | Rui Costa         | Chris Froome  |               |
| 17.  | 17 lipca   | Embrun – Chorges                     | 32            | ITT           | Chris Froome      | Chris Froome  |               |
| 18.  | 18 lipca   | Gap – L’Alpe d’Huez                  | 172.5         | Górski        | Christophe Riblon | Chris Froome  |               |
| 19.  | 19 lipca   | Le Bourg-d’Oisans – Le Grand-Bornand | 204.5         | Górski        | Rui Costa         | Chris Froome  |               |
| 20.  | 20 lipca   | Annecy – Annecy                      | 125           | Górski        | Nairo Quintana    | Chris Froome  |               |
| 21.  | 21 lipca   | Wersal – Paryż                       | 133.5         | Płaski        | Marcel Kittel     | Chris Froome  |               |

### Etap 1 – 29.06: Porto-Vecchio > Bastia, 213 km
| #   | Zawodnik           | Zespół | Czas       |
| --- | ------------------ | ------ | ---------- |
| 1   | Marcel Kittel      | ARG    | 4h 56' 52" |
| 2   | Alexander Kristoff | KAT    | + 0"       |
| 3   | Danny van Poppel   | VCD    | + 0"       |
|     |                    |        |            |
| 29  | Michał Kwiatkowski | OPQ    | + 0"       |
| 70  | Przemysław Niemiec | LAM    | + 0"       |
| 154 | Maciej Bodnar      | CAN    | + 0"       |

| #   | Zawodnik           | Zespół | Czas       |
| --- | ------------------ | ------ | ---------- |
| 1   | Marcel Kittel      | ARG    | 4h 56' 52" |
| 2   | Alexander Kristoff | KAT    | + 0"       |
| 3   | Danny van Poppel   | VCD    | + 0"       |
|     |                    |        |            |
| 29  | Michał Kwiatkowski | OPQ    | + 0"       |
| 70  | Przemysław Niemiec | LAM    | + 0"       |
| 154 | Maciej Bodnar      | CAN    | + 0"       |

### Etap 2 – 30.06: Bastia > Ajaccio, 156 km
| #   | Zawodnik           | Zespół | Czas       |
| --- | ------------------ | ------ | ---------- |
| 1   | Jan Bakelants      | RTL    | 3h 43' 11" |
| 2   | Peter Sagan        | CAN    | + 1"       |
| 3   | Michał Kwiatkowski | OPQ    | + 1"       |
|     |                    |        |            |
| 68  | Przemysław Niemiec | LAM    | + 1"       |
| 118 | Maciej Bodnar      | CAN    | + 9' 06"   |

| #   | Zawodnik           | Zespół | Czas       |
| --- | ------------------ | ------ | ---------- |
| 1   | Jan Bakelants      | RTL    | 8h 40' 03" |
| 2   | David Millar       | GRS    | + 1"       |
| 3   | Julien Simon       | SOJ    | + 1"       |
|     |                    |        |            |
| 7   | Michał Kwiatkowski | OPQ    | + 1"       |
| 47  | Przemysław Niemiec | LAM    | + 1"       |
| 117 | Maciej Bodnar      | CAN    | + 9' 06"   |

### Etap 3 – 1.07: Ajaccio > Calvi, 145,5 km
| #   | Zawodnik           | Zespół | Czas       |
| --- | ------------------ | ------ | ---------- |
| 1   | Simon Gerrans      | OGE    | 3h 41' 24" |
| 2   | Peter Sagan        | CAN    | + 0"       |
| 3   | José Joaquín Rojas | MOV    | + 0"       |
|     |                    |        |            |
| 4   | Michał Kwiatkowski | OPQ    | + 0"       |
| 71  | Przemysław Niemiec | LAM    | + 0"       |
| 170 | Maciej Bodnar      | CAN    | + 9' 15"   |

| #   | Zawodnik           | Zespół | Czas        |
| --- | ------------------ | ------ | ----------- |
| 1   | Jan Bakelants      | RTL    | 12h 21' 27" |
| 2   | Julien Simon       | SOJ    | + 1"        |
| 3   | Simon Gerrans      | OGE    | + 1"        |
|     |                    |        |             |
| 4   | Michał Kwiatkowski | OPQ    | + 1"        |
| 45  | Przemysław Niemiec | LAM    | + 1"        |
| 131 | Maciej Bodnar      | CAN    | + 18' 21"   |

### Etap 4 – 02.07:  Nicea > Nicea, 25 km
| # | Zespół                  | Czas    |
| - | ----------------------- | ------- |
| 1 | Orica-GreenEdge         | 25' 56" |
| 2 | Omega Pharma-Quick Step | + 1"    |
| 3 | Sky Procycling          | + 3"    |

| #   | Zawodnik           | Zespół | Czas        |
| --- | ------------------ | ------ | ----------- |
| 1   | Simon Gerrans      | OGE    | 12h 47' 24" |
| 2   | Daryl Impey        | OGE    | + 0"        |
| 3   | Michael Albasini   | OGE    | + 0"        |
|     |                    |        |             |
| 4   | Michał Kwiatkowski | OPQ    | + 1"        |
| 26  | Przemysław Niemiec | LAM    | + 25"       |
| 127 | Maciej Bodnar      | CAN    | + 18' 54"   |

### Etap 5 – 3.07: Cagnes-sur-Mer > Marsylia, 228,5 km
| #  | Zawodnik             | Zespół | Czas       |
| -- | -------------------- | ------ | ---------- |
| 1  | Mark Cavendish       | OPQ    | 5h 31' 51" |
| 2  | Edvald Boasson Hagen | SKY    | + 0"       |
| 3  | Peter Sagan          | CAN    | + 0"       |
|    |                      |        |            |
| 29 | Michał Kwiatkowski   | OPQ    | + 0"       |
| 41 | Maciej Bodnar        | CAN    | + 0"       |
| 66 | Przemysław Niemiec   | LAM    | + 0"       |

| #   | Zawodnik           | Zespół | Czas        |
| --- | ------------------ | ------ | ----------- |
| 1   | Simon Gerrans      | OGE    | 18h 19' 15" |
| 2   | Daryl Impey        | OGE    | + 0"        |
| 3   | Michael Albasini   | OGE    | + 0"        |
|     |                    |        |             |
| 4   | Michał Kwiatkowski | OPQ    | + 1"        |
| 24  | Przemysław Niemiec | LAM    | + 25"       |
| 124 | Maciej Bodnar      | CAN    | + 18' 54"   |

### Etap 6 – 4.07: Aix-en-Provence > Montpellier, 176,5 km
| #   | Zawodnik           | Zespół | Czas       |
| --- | ------------------ | ------ | ---------- |
| 1   | André Greipel      | LTB    | 3h 59' 02" |
| 2   | Peter Sagan        | CAN    | + 0"       |
| 3   | Marcel Kittel      | ARG    | + 0"       |
|     |                    |        |            |
| 51  | Przemysław Niemiec | LAM    | + 5"       |
| 52  | Michał Kwiatkowski | OPQ    | + 5"       |
| 147 | Maciej Bodnar      | CAN    | + 3' 25"   |

| #   | Zawodnik             | Zespół | Czas        |
| --- | -------------------- | ------ | ----------- |
| 1   | Daryl Impey          | OGE    | 22h 18' 17" |
| 2   | Edvald Boasson Hagen | SKY    | + 3"        |
| 3   | Simon Gerrans        | OGE    | + 5"        |
|     |                      |        |             |
| 5   | Michał Kwiatkowski   | OPQ    | + 6"        |
| 22  | Przemysław Niemiec   | LAM    | + 30"       |
| 124 | Maciej Bodnar        | CAN    | + 22' 19"   |

### Etap 7 – 5.07: Montpellier > Albi, 205,5 km
| #  | Zawodnik           | Zespół | Czas       |
| -- | ------------------ | ------ | ---------- |
| 1  | Peter Sagan        | CAN    | 4h 54' 12" |
| 2  | John Degenkolb     | ARG    | + 0"       |
| 3  | Daniele Bennati    | TST    | + 0"       |
|    |                    |        |            |
| 4  | Michał Kwiatkowski | OPQ    | + 0"       |
| 42 | Przemysław Niemiec | LAM    | + 0"       |
| 98 | Maciej Bodnar      | CAN    | + 30"      |

| #   | Zawodnik             | Zespół | Czas        |
| --- | -------------------- | ------ | ----------- |
| 1   | Daryl Impey          | OGE    | 27h 12' 29" |
| 2   | Edvald Boasson Hagen | SKY    | + 3"        |
| 3   | Simon Gerrans        | OGE    | + 5"        |
|     |                      |        |             |
| 5   | Michał Kwiatkowski   | OPQ    | + 6"        |
| 20  | Przemysław Niemiec   | LAM    | + 30"       |
| 103 | Maciej Bodnar        | CAN    | + 22' 49"   |

### Etap 8 – 6.07: Castres > Ax 3 Domaines, 195 km
| #   | Zawodnik           | Zespół | Czas      |
| --- | ------------------ | ------ | --------- |
| 1   | Chris Froome       | SKY    | 5h 03' 17 |
| 2   | Richie Porte       | SKY    | + 51"     |
| 3   | Alejandro Valverde | MOV    | + 1' 08"  |
|     |                    |        |           |
| 20  | Michał Kwiatkowski | OPQ    | + 3' 27"  |
| 45  | Przemysław Niemiec | LAM    | + 8' 57"  |
| 150 | Maciej Bodnar      | CAN    | + 30' 15" |

| #   | Zawodnik           | Zespół | Czas        |
| --- | ------------------ | ------ | ----------- |
| 1   | Chris Froome       | SKY    | 32h 15' 55" |
| 2   | Richie Porte       | SKY    | + 51"       |
| 3   | Alejandro Valverde | MOV    | + 1' 25"    |
|     |                    |        |             |
| 16  | Michał Kwiatkowski | OPQ    | + 3' 25"    |
| 39  | Przemysław Niemiec | LAM    | + 9' 19"    |
| 114 | Maciej Bodnar      | CAN    | + 52' 56"   |

### Etap 9 – 7.07: Saint-Girons > Bagnères-de-Bigorre, 168,5 km
| #   | Zawodnik           | Zespół | Czas      |
| --- | ------------------ | ------ | --------- |
| 1   | Daniel Martin      | GRS    | 4h 43' 03 |
| 2   | Jakob Fuglsang     | AST    | + 0"      |
| 3   | Michał Kwiatkowski | OPQ    | + 20"     |
|     |                    |        |           |
| 49  | Przemysław Niemiec | LAM    | + 11' 38" |
| 140 | Maciej Bodnar      | CAN    | + 26' 20" |

| #   | Zawodnik           | Zespół | Czas         |
| --- | ------------------ | ------ | ------------ |
| 1   | Chris Froome       | SKY    | 36h 59' 18"  |
| 2   | Alejandro Valverde | MOV    | + 1' 25"     |
| 3   | Bauke Mollema      | BEL    | + 1' 44"     |
|     |                    |        |              |
| 13  | Michał Kwiatkowski | OPQ    | + 3' 25"     |
| 35  | Przemysław Niemiec | LAM    | + 20' 37"    |
| 117 | Maciej Bodnar      | CAN    | + 1h 18' 56" |

### Etap 10 – 9.07: Saint-Gildas-des-Bois > Saint-Malo, 197 km
| #  | Zawodnik           | Zespół | Czas       |
| -- | ------------------ | ------ | ---------- |
| 1  | Marcel Kittel      | ARG    | 4h 53' 25" |
| 2  | André Greipel      | LTB    | + 0"       |
| 3  | Mark Cavendish     | OPQ    | + 0"       |
|    |                    |        |            |
| 23 | Michał Kwiatkowski | OPQ    | + 0"       |
| 52 | Maciej Bodnar      | CAN    | + 0"       |
| 91 | Przemysław Niemiec | LAM    | + 0"       |

| #   | Zawodnik           | Zespół | Czas         |
| --- | ------------------ | ------ | ------------ |
| 1   | Chris Froome       | SKY    | 41h 52' 43"  |
| 2   | Alejandro Valverde | MOV    | + 1' 25"     |
| 3   | Bauke Mollema      | BEL    | + 1' 44"     |
|     |                    |        |              |
| 13  | Michał Kwiatkowski | OPQ    | + 3' 25"     |
| 35  | Przemysław Niemiec | LAM    | + 20' 37"    |
| 116 | Maciej Bodnar      | CAN    | + 1h 18' 56" |

### Etap 11 – 10.07: Avranches > Mont-Saint-Michel, 33 km
| #   | Zawodnik           | Zespół | Czas     |
| --- | ------------------ | ------ | -------- |
| 1   | Tony Martin        | OPQ    | 36' 21"  |
| 2   | Chris Froome       | SKY    | + 12"    |
| 3   | Thomas De Gendt    | VCD    | + 1' 01" |
|     |                    |        |          |
| 5   | Michał Kwiatkowski | OPQ    | + 1' 31" |
| 18  | Maciej Bodnar      | CAN    | + 2' 21" |
| 108 | Przemysław Niemiec | LAM    | + 4' 33" |

| #   | Zawodnik           | Zespół | Czas         |
| --- | ------------------ | ------ | ------------ |
| 1   | Chris Froome       | SKY    | 42h 29' 24"  |
| 2   | Alejandro Valverde | MOV    | + 3' 25"     |
| 3   | Bauke Mollema      | BEL    | + 3' 37"     |
|     |                    |        |              |
| 7   | Michał Kwiatkowski | OPQ    | + 4' 44"     |
| 36  | Przemysław Niemiec | LAM    | + 24' 58"    |
| 114 | Maciej Bodnar      | CAN    | + 1h 21' 05" |

### Etap 12 – 11.07: Fougères > Tours, 218 km
| #  | Zawodnik           | Zespół | Czas       |
| -- | ------------------ | ------ | ---------- |
| 1  | Marcel Kittel      | ARG    | 4h 49' 49" |
| 2  | Mark Cavendish     | OPQ    | + 0"       |
| 3  | Peter Sagan        | CAN    | + 0"       |
|    |                    |        |            |
| 16 | Michał Kwiatkowski | OPQ    | + 0"       |
| 40 | Maciej Bodnar      | CAN    | + 0"       |
| 66 | Przemysław Niemiec | LAM    | + 0"       |

| #   | Zawodnik           | Zespół | Czas         |
| --- | ------------------ | ------ | ------------ |
| 1   | Chris Froome       | SKY    | 47h 19' 13"  |
| 2   | Alejandro Valverde | MOV    | + 3' 25"     |
| 3   | Bauke Mollema      | BEL    | + 3' 37"     |
|     |                    |        |              |
| 7   | Michał Kwiatkowski | OPQ    | + 4' 44"     |
| 36  | Przemysław Niemiec | LAM    | + 24' 58"    |
| 111 | Maciej Bodnar      | CAN    | + 1h 21' 05" |

### Etap 13 – 12.07: Tours > Saint-Amand-Montrond, 173 km
| #  | Zawodnik           | Zespół | Czas       |
| -- | ------------------ | ------ | ---------- |
| 1  | Mark Cavendish     | OPQ    | 3h 40' 08" |
| 2  | Peter Sagan        | CAN    | + 0"       |
| 3  | Bauke Mollema      | BEL    | + 0"       |
|    |                    |        |            |
| 13 | Maciej Bodnar      | CAN    | + 19"      |
| 16 | Michał Kwiatkowski | OPQ    | + 1' 09"   |
| 76 | Przemysław Niemiec | LAM    | + 9' 54"   |

| #  | Zawodnik           | Zespół | Czas         |
| -- | ------------------ | ------ | ------------ |
| 1  | Chris Froome       | SKY    | 51h 00' 30"  |
| 2  | Bauke Mollema      | BEL    | + 2' 28"     |
| 3  | Alberto Contador   | TST    | + 2' 45"     |
|    |                    |        |              |
| 7  | Michał Kwiatkowski | OPQ    | + 4' 44"     |
| 37 | Przemysław Niemiec | LAM    | + 33' 43"    |
| 99 | Maciej Bodnar      | CAN    | + 1h 20' 15" |

### Etap 14 – 13.07: Saint-Pourçain-sur-Sioule > Lyon, 191 km
| #   | Zawodnik           | Zespół | Czas       |
| --- | ------------------ | ------ | ---------- |
| 1   | Matteo Trentin     | OPQ    | 4h 15' 11" |
| 2   | Michael Albasini   | OGE    | + 0"       |
| 3   | Andrew Talansky    | GRS    | + 0"       |
|     |                    |        |            |
| 77  | Michał Kwiatkowski | OPQ    | + 7' 17"   |
| 96  | Maciej Bodnar      | CAN    | + 7' 17"   |
| 129 | Przemysław Niemiec | LAM    | + 7' 17"   |

| #  | Zawodnik           | Zespół | Czas         |
| -- | ------------------ | ------ | ------------ |
| 1  | Chris Froome       | SKY    | 55h 22' 58"  |
| 2  | Bauke Mollema      | BEL    | + 2' 28"     |
| 3  | Alberto Contador   | TST    | + 2' 45"     |
|    |                    |        |              |
| 7  | Michał Kwiatkowski | OPQ    | + 4' 44"     |
| 38 | Przemysław Niemiec | LAM    | + 33' 43"    |
| 99 | Maciej Bodnar      | CAN    | + 1h 20' 15" |

### Etap 15 – 14.07: Givors – Mont Ventoux, 242,5 km
| #   | Zawodnik           | Zespół | Czas       |
| --- | ------------------ | ------ | ---------- |
| 1   | Chris Froome       | SKY    | 5h 48' 45" |
| 2   | Nairo Quintana     | MOV    | + 29"      |
| 3   | Mikel Nieve        | EUS    | + 1' 23"   |
|     |                    |        |            |
| 18  | Michał Kwiatkowski | OPQ    | + 3' 14"   |
| 98  | Przemysław Niemiec | LAM    | + 27' 36"  |
| 140 | Maciej Bodnar      | CAN    | + 29' 48"  |

| #   | Zawodnik           | Zespół | Czas         |
| --- | ------------------ | ------ | ------------ |
| 1   | Chris Froome       | SKY    | 61h 11' 43"  |
| 2   | Bauke Mollema      | BEL    | + 4' 14"     |
| 3   | Alberto Contador   | TST    | + 4' 25"     |
|     |                    |        |              |
| 10  | Michał Kwiatkowski | OPQ    | + 7' 58"     |
| 49  | Przemysław Niemiec | LAM    | + 1h 01' 19" |
| 110 | Maciej Bodnar      | CAN    | + 1h 50' 03" |

### Etap 16 – 16.07: Vaison-la-Romaine – Gap, 168 km
| #   | Zawodnik           | Zespół | Czas       |
| --- | ------------------ | ------ | ---------- |
| 1   | Rui Costa          | MOV    | 3h 52' 45" |
| 2   | Christophe Riblon  | A2R    | + 42"      |
| 3   | Arnold Jeannesson  | FDJ    | + 42"      |
|     |                    |        |            |
| 46  | Michał Kwiatkowski | OPQ    | + 12' 47"  |
| 70  | Przemysław Niemiec | LAM    | + 16' 54"  |
| 133 | Maciej Bodnar      | CAN    | + 21' 46"  |

| #   | Zawodnik           | Zespół | Czas         |
| --- | ------------------ | ------ | ------------ |
| 1   | Chris Froome       | SKY    | 65h 15' 36"  |
| 2   | Bauke Mollema      | BEL    | + 4' 14"     |
| 3   | Alberto Contador   | TST    | + 4' 25"     |
|     |                    |        |              |
| 11  | Michał Kwiatkowski | OPQ    | + 9' 37"     |
| 54  | Przemysław Niemiec | LAM    | + 1h 07' 05" |
| 113 | Maciej Bodnar      | CAN    | + 2h 00' 41" |

### Etap 17 – 17.07: Embrun > Chorges, 32 km
| #   | Zawodnik           | Zespół | Czas     |
| --- | ------------------ | ------ | -------- |
| 1   | Chris Froome       | SKY    | 51' 33"  |
| 2   | Alberto Contador   | TST    | + 9"     |
| 3   | Joaquim Rodríguez  | KAT    | + 10"    |
|     |                    |        |          |
| 7   | Michał Kwiatkowski | OPQ    | + 1' 33" |
| 123 | Maciej Bodnar      | CAN    | + 6' 32" |
| 128 | Przemysław Niemiec | LAM    | + 6' 40" |

| #   | Zawodnik           | Zespół | Czas         |
| --- | ------------------ | ------ | ------------ |
| 1   | Chris Froome       | SKY    | 66h 07' 09"  |
| 2   | Alberto Contador   | TST    | + 4' 34"     |
| 3   | Roman Kreuziger    | TST    | + 4' 51"     |
|     |                    |        |              |
| 9   | Michał Kwiatkowski | OPQ    | + 11' 10"    |
| 55  | Przemysław Niemiec | LAM    | + 1h 13' 45" |
| 112 | Maciej Bodnar      | CAN    | + 2h 07' 13" |

### Etap 18 – 18.07: Gap > L’Alpe d’Huez, 172,5 km
| #   | Zawodnik           | Zespół | Czas       |
| --- | ------------------ | ------ | ---------- |
| 1   | Christophe Riblon  | A2R    | 4h 51' 32" |
| 2   | Tejay van Garderen | BMC    | + 59"      |
| 3   | Moreno Moser       | CAN    | + 1' 27"   |
|     |                    |        |            |
| 31  | Michał Kwiatkowski | OPQ    | + 7' 06"   |
| 49  | Przemysław Niemiec | LAM    | + 14' 04"  |
| 133 | Maciej Bodnar      | CAN    | + 30' 03"  |

| #   | Zawodnik           | Zespół | Czas         |
| --- | ------------------ | ------ | ------------ |
| 1   | Chris Froome       | SKY    | 71h 02' 19"  |
| 2   | Alberto Contador   | TST    | + 5' 11"     |
| 3   | Nairo Quintana     | MOV    | + 5' 32"     |
|     |                    |        |              |
| 9   | Michał Kwiatkowski | OPQ    | + 14' 38"    |
| 45  | Przemysław Niemiec | LAM    | + 1h 24' 11" |
| 117 | Maciej Bodnar      | CAN    | + 2h 33' 38" |

### Etap 19 – 19.07: Le Bourg-d’Oisans > Le Grand-Bornand, 204,5 km
| #   | Zawodnik           | Zespół | Czas       |
| --- | ------------------ | ------ | ---------- |
| 1   | Rui Costa          | MOV    | 5h 59' 01" |
| 2   | Andreas Klöden     | RTL    | + 48"      |
| 3   | Jan Bakelants      | RTL    | + 1' 44"   |
|     |                    |        |            |
| 37  | Michał Kwiatkowski | OPQ    | + 10' 10"  |
| 95  | Przemysław Niemiec | LAM    | + 27' 19"  |
| 107 | Maciej Bodnar      | CAN    | + 27' 19"  |

| #   | Zawodnik           | Zespół | Czas         |
| --- | ------------------ | ------ | ------------ |
| 1   | Chris Froome       | SKY    | 77h 10' 00"  |
| 2   | Alberto Contador   | TST    | + 5' 11"     |
| 3   | Nairo Quintana     | MOV    | + 5' 32"     |
|     |                    |        |              |
| 10  | Michał Kwiatkowski | OPQ    | + 16' 08"    |
| 57  | Przemysław Niemiec | LAM    | + 1h 42' 50" |
| 114 | Maciej Bodnar      | CAN    | + 2h 52' 17" |

### Etap 20 – 20.07: Annecy > Annecy, 125 km
| #   | Zawodnik           | Zespół | Czas       |
| --- | ------------------ | ------ | ---------- |
| 1   | Nairo Quintana     | MOV    | 3h 39' 04" |
| 2   | Joaquim Rodríguez  | KAT    | + 18"      |
| 3   | Chris Froome       | SKY    | + 29"      |
|     |                    |        |            |
| 18  | Michał Kwiatkowski | OPQ    | + 4' 03"   |
| 82  | Przemysław Niemiec | LAM    | + 18' 26"  |
| 126 | Maciej Bodnar      | CAN    | + 24' 10"  |

| #   | Zawodnik           | Zespół | Czas         |
| --- | ------------------ | ------ | ------------ |
| 1   | Chris Froome       | SKY    | 80h 49' 33"  |
| 2   | Nairo Quintana     | MOV    | + 5' 03"     |
| 3   | Joaquim Rodríguez  | KAT    | + 5' 47"     |
|     |                    |        |              |
| 11  | Michał Kwiatkowski | OPQ    | + 19' 42"    |
| 57  | Przemysław Niemiec | LAM    | + 2h 00' 47" |
| 115 | Maciej Bodnar      | CAN    | + 3h 15' 58" |

### Etap 21 – 21.07: Wersal < Paryż, 133,5 km
| #  | Zawodnik           | Zespół | Czas       |
| -- | ------------------ | ------ | ---------- |
| 1  | Marcel Kittel      | ARG    | 3h 06' 14" |
| 2  | André Greipel      | LTB    | + 0"       |
| 3  | Mark Cavendish     | OPQ    | + 0"       |
|    |                    |        |            |
| 62 | Michał Kwiatkowski | OPQ    | + 10"      |
| 75 | Maciej Bodnar      | CAN    | + 10"      |
| 98 | Przemysław Niemiec | LAM    | + 34"      |

| #   | Zawodnik           | Zespół | Czas         |
| --- | ------------------ | ------ | ------------ |
| 1   | Chris Froome       | SKY    | 83h 56′ 40″  |
| 2   | Nairo Quintana     | MOV    | + 4' 20"     |
| 3   | Joaquim Rodríguez  | KAT    | + 5' 04"     |
|     |                    |        |              |
| 11  | Michał Kwiatkowski | OPQ    | + 18' 59"    |
| 57  | Przemysław Niemiec | LAM    | + 2h 00' 28" |
| 114 | Maciej Bodnar      | CAN    | + 3h 15' 15" |

## Liderzy klasyfikacji po etapach
| Etap                 | Zwycięzca            | Klasyfikacja generalna | Klasyfikacja punktowa | Klasyfikacja górska | Klasyfikacja młodzieżowa | Klasyfikacja drużynowa | Klasyfikacja najaktywniejszych |
| -------------------- | -------------------- | ---------------------- | --------------------- | ------------------- | ------------------------ | ---------------------- | ------------------------------ |
| 1                    | Marcel Kittel        | Marcel Kittel          | Marcel Kittel         | Juan José Lobato    | Marcel Kittel            | Vacansoleil-DCM        | Jérôme Cousin                  |
| 2                    | Jan Bakelants        | Jan Bakelants          | Marcel Kittel         | Pierre Rolland      | Michał Kwiatkowski       | RadioShack-Leopard     | Blel Kadri                     |
| 3                    | Simon Gerrans        | Jan Bakelants          | Peter Sagan           | Pierre Rolland      | Michał Kwiatkowski       | RadioShack-Leopard     | Simon Clarke                   |
| 4                    | Orica-GreenEdge      | Simon Gerrans          | Peter Sagan           | Pierre Rolland      | Michał Kwiatkowski       | Orica-GreenEdge        | –                              |
| 5                    | Mark Cavendish       | Simon Gerrans          | Peter Sagan           | Pierre Rolland      | Michał Kwiatkowski       | Orica-GreenEdge        | Thomas De Gendt                |
| 6                    | André Greipel        | Daryl Impey            | Peter Sagan           | Pierre Rolland      | Michał Kwiatkowski       | Orica-GreenEdge        | André Greipel                  |
| 7                    | Peter Sagan          | Daryl Impey            | Peter Sagan           | Blel Kadri          | Michał Kwiatkowski       | Orica-GreenEdge        | Jan Bakelants                  |
| 8                    | Chris Froome         | Chris Froome           | Peter Sagan           | Chris Froome        | Nairo Quintana           | Team Movistar          | Nairo Quintana                 |
| 9                    | Daniel Martin        | Chris Froome           | Peter Sagan           | Pierre Rolland      | Nairo Quintana           | Team Movistar          | Romain Bardet                  |
| 10                   | Marcel Kittel        | Chris Froome           | Peter Sagan           | Pierre Rolland      | Nairo Quintana           | Team Movistar          | Jérôme Cousin                  |
| 11                   | Tony Martin          | Chris Froome           | Peter Sagan           | Pierre Rolland      | Michał Kwiatkowski       | Team Movistar          | –                              |
| 12                   | Marcel Kittel        | Chris Froome           | Peter Sagan           | Pierre Rolland      | Michał Kwiatkowski       | Team Movistar          | Juan Antonio Flecha            |
| 13                   | Mark Cavendish       | Chris Froome           | Peter Sagan           | Pierre Rolland      | Michał Kwiatkowski       | Team Saxo-Tinkoff      | Mark Cavendish                 |
| 14                   | Matteo Trentin       | Chris Froome           | Peter Sagan           | Pierre Rolland      | Michał Kwiatkowski       | Team Saxo-Tinkoff      | Julien Simon                   |
| 15                   | Chris Froome         | Chris Froome           | Peter Sagan           | Chris Froome        | Nairo Quintana           | Team Saxo-Tinkoff      | Sylvain Chavanel               |
| 16                   | Rui Costa            | Chris Froome           | Peter Sagan           | Chris Froome        | Nairo Quintana           | RadioShack-Leopard     | Rui Costa                      |
| 17                   | Chris Froome         | Chris Froome           | Peter Sagan           | Chris Froome        | Nairo Quintana           | Team Saxo-Tinkoff      | –                              |
| 18                   | Christophe Riblon    | Chris Froome           | Peter Sagan           | Chris Froome        | Nairo Quintana           | Team Saxo-Tinkoff      | Christophe Riblon              |
| 19                   | Rui Costa            | Chris Froome           | Peter Sagan           | Chris Froome        | Nairo Quintana           | Team Saxo-Tinkoff      | Pierre Rolland                 |
| 20                   | Nairo Quintana       | Chris Froome           | Peter Sagan           | Nairo Quintana      | Nairo Quintana           | Team Saxo-Tinkoff      | Jens Voigt                     |
| 21                   | Marcel Kittel        | Chris Froome           | Peter Sagan           | Nairo Quintana      | Nairo Quintana           | Team Saxo-Tinkoff      | –                              |
| Klasyfikacja końcowa | Klasyfikacja końcowa | Chris Froome           | Peter Sagan           | Nairo Quintana      | Nairo Quintana           | Team Saxo-Tinkoff      | Christophe Riblon              |

## Klasyfikacje końcowe

### Klasyfikacja generalna
|     | Zawodnik           | Zespół                  | Czas         |
| --- | ------------------ | ----------------------- | ------------ |
| 1   | Chris Froome       | Sky Procycling          | 83h 56′ 40″  |
| 2   | Nairo Quintana     | Movistar Team           | + 4' 20″     |
| 3   | Joaquim Rodríguez  | Team Katusha            | + 5' 04″     |
| 4   | Alberto Contador   | Team Saxo-Tinkoff       | + 6' 27″     |
| 5   | Roman Kreuziger    | Team Saxo-Tinkoff       | + 7' 27″     |
| 6   | Bauke Mollema      | Belkin Pro Cycling Team | + 11' 42"    |
| 7   | Jakob Fuglsang     | Pro Team Astana         | + 12' 17"    |
| 8   | Alejandro Valverde | Movistar Team           | + 15' 26"    |
| 9   | Daniel Navarro     | Cofidis                 | + 15' 52"    |
| 10  | Andrew Talansky    | Garmin-Sharp            | + 17' 39"    |
| 11  | Michał Kwiatkowski | Omega Pharma-Quick Step | + 18' 59"    |
|     |                    |                         |              |
| 57  | Przemysław Niemiec | Lampre-Merida           | + 2h 00' 28" |
| 114 | Maciej Bodnar      | Cannondale              | + 3h 15' 15" |

|    | Zawodnik            | Zespół                  | Punkty |
| -- | ------------------- | ----------------------- | ------ |
| 1  | Peter Sagan         | Cannondale              | 409    |
| 2  | Mark Cavendish      | Omega Pharma-Quick Step | 312    |
| 3  | André Greipel       | Lotto-Belisol           | 267    |
| 4  | Marcel Kittel       | Argos-Shimano           | 222    |
| 5  | Alexander Kristoff  | Team Katusha            | 177    |
| 6  | Juan Antonio Flecha | Vacansoleil-DCM         | 163    |
| 7  | José Joaquín Rojas  | Movistar Team           | 156    |
| 8  | Michał Kwiatkowski  | Omega Pharma-Quick Step | 110    |
| 9  | Chris Froome        | Sky Procycling          | 107    |
| 10 | Christophe Riblon   | Ag2r-La Mondiale        | 104    |
|    |                     |                         |        |
| 94 | Maciej Bodnar       | Cannondale              | 17     |

|    | Zawodnik           | Zespół            | Punkty |
| -- | ------------------ | ----------------- | ------ |
| 1  | Nairo Quintana     | Movistar Team     | 147    |
| 2  | Chris Froome       | Sky Procycling    | 136    |
| 3  | Pierre Rolland     | Team Europcar     | 119    |
| 4  | Joaquim Rodríguez  | Team Katusha      | 99     |
| 5  | Christophe Riblon  | Ag2r-La Mondiale  | 98     |
| 6  | Mikel Nieve        | Euskaltel-Euskadi | 98     |
| 7  | Moreno Moser       | Cannondale        | 72     |
| 8  | Richie Porte       | Sky Procycling    | 72     |
| 9  | Ryder Hesjedal     | Garmin-Sharp      | 64     |
| 10 | Tejay van Garderen | BMC Racing Team   | 63     |
|    |                    |                   |        |
| 69 | Przemysław Niemiec | Lampre-Merida     | 1      |

|    | Zawodnik           | Zespół                  | Czas         |
| -- | ------------------ | ----------------------- | ------------ |
| 1  | Nairo Quintana     | Movistar Team           | 84h 01′ 00″  |
| 2  | Andrew Talansky    | Garmin-Sharp            | + 13' 19"    |
| 3  | Michał Kwiatkowski | Omega Pharma-Quick Step | + 14' 39"    |
| 4  | Romain Bardet      | Ag2r-La Mondiale        | + 22' 22"    |
| 5  | Tom Dumoulin       | Argos-Shimano           | + 1h 30' 10" |
| 6  | Alexandre Geniez   | FDJ                     | + 1h 33' 46" |
| 7  | Tejay van Garderen | BMC Racing Team         | + 1h 34' 37" |
| 8  | Alexis Vuillermoz  | Sojasun                 | + 1h 35' 45" |
| 9  | Tony Gallopin      | RadioShack-Leopard      | + 1h 58' 39" |
| 10 | Arthur Vichot      | FDJ                     | + 2h 10' 46" |

|    | Zespół                  | Czas         |
| -- | ----------------------- | ------------ |
| 1  | Team Saxo-Tinkoff       | 251h 11′ 07″ |
| 2  | Ag2r-La Mondiale        | + 8' 28"     |
| 3  | RadioShack-Leopard      | + 9' 02"     |
| 4  | Movistar Team           | + 22' 49"    |
| 5  | Belkin Pro Cycling Team | + 38' 30"    |
| 6  | Team Katusha            | + 1h 03' 48" |
| 7  | Euskaltel-Euskadi       | + 1h 30' 34” |
| 8  | Omega Pharma-Quick Step | + 1h 50' 25" |
| 9  | Sky Procycling          | + 1h 56' 42" |
| 10 | Cofidis                 | + 2h 07' 11" |